# ألاندوي وسوساي
ألاندوي وسوساي هي بلدية فرنسية تقع في إقليم الأردين في منطقة غراند إيست.   